# نوفمبر 2007
نوفمبر 2007 هو الشهر الحادي عشر من عام 2007. بدأ الشهر يوم الخميس، وانتهى يوم الجمعة بعد 30 يومًا.

## بوابة:أحداث جارية
| \| 1 نوفمبر 2007 (الخميس) \| عدل \| تاريخ \| راقب \| تصفح \| |     |       |      |      |
| - العراق يتخذ اجراءات لتقييد تحركات حزب العمال الكردستاني (رويترز) - مجلس الأمن يحث على مزيد من الجهد في مباحثات الصحراء الغربية (رويترز) - فريق أمريكي يضغط لوقف العمل في مجمع نووي في كوريا الشمالية (رويترز) - باريس تستضيف أول لقاء منذ نحو عام بين ميشال عون وسعد الدين الحريري (العربية) - استقالة المسؤولة عن تحسين صورة الولايات المتحدة في العالم (العربية) - أمير الكويت: الشعب محبط إزاء المشاكل بين الحكومة والنواب ويحذر النواب من استمرارها (العربية) - العاهل السعودي وبراون يبحثان الوضع في الشرق الأوسط والإرهاب (العربية) - قريع: لا تفاوض مع إسرائيل دون جدول زمني لدولة فلسطينية-(سي إن إن) - اليابان توقف دعم مهام التحالف في أفغانستان والمحيط الهندي-(سي إن إن) - صدور احكام بالحبس 40 ألف سنه على المتهمين بتفجيرات قطارات مدريد وتبرئه المصري ربيع-(سي إن إن) - الدبلوماسيون الأمريكيون يرفضون العمل في العراق (بي بي سي) - عقوبات تركية ضد مؤيدي المتمردين الأكراد (بي بي سي) - أسعار النفط تبلغ 96 دولارا للبرميل (بي بي سي) - شتاينماير يلتقي أولمرت وليفني تعد مع قريع وثيقة مؤتمر السلام (الجزيرة) - استعداد إيراني لمواصلة الحوار مع أميركا بشأن العراق (الجزيرة) |     |       |      |      |
| 1 نوفمبر 2007 (الخميس) | عدل | تاريخ | راقب | تصفح |

| 1 نوفمبر 2007 (الخميس) | عدل | تاريخ | راقب | تصفح |

| \| 4 نوفمبر 2007 (الأحد) \| عدل \| تاريخ \| راقب \| تصفح \| |     |       |      |      |
| - إعادة انتخاب مبارك رئيسا للحزب الوطني الحاكم في مصر (الجزيرة) - الظواهري يدعو أنصار فتح للإطاحة بالرئيس عباس (الجزيرة) - إيران تبدي استعدادها للانضمام إلى مجمّع نووي مع دول الخليج وذلك بناء على اقتراح سعودي لحل الخلاف مع طهران (العربية) - مشرف يعتقل معارضين سياسيين ويفرض قيوداً على وسائل الإعلام ويسعى لإحكام سيطرته على باكستان عقب إعلان حالة الطوارئ (العربية) - الإفراج عن الجنود الأتراك الثمانية المختطفين في كردستان العراق (بي بي سي) - ختام مؤتمر دول جوار العراق في إسطنبول (بي بي سي) - سريلانكا تعلن مقتل القائد السياسي لنمور التاميل بغارة جوية-(سي إن إن) - تفكيك برنامج كوريا الشمالية النووي يبدأ الاثنين-(سي إن إن) - أسوأ فيضانات المكسيك تشرد مئات الآلاف في ولاية تباسكو-(سي إن إن) |     |       |      |      |
| 4 نوفمبر 2007 (الأحد) | عدل | تاريخ | راقب | تصفح |

| 4 نوفمبر 2007 (الأحد) | عدل | تاريخ | راقب | تصفح |

| \| 6 نوفمبر 2007 (الثلاثاء) \| عدل \| تاريخ \| راقب \| تصفح \| |     |       |      |      |
| - البابا يستقبل العاهل السعودي في الفاتيكان لأول مرة بتاريخ البلدين (العربية) - عقوبات أمريكية ضد لبنانيين وسوريين لتقويضهم ديمقراطية لبنان من بينهم ابن خال الرئيس السوري ووئام وهاب (العربية) - خلال لقائهما في البيت الأبيض بوش لأردوغان: العمال الكردستاني عدو لتركيا والعراق وأمريكا (العربية) - مجلس الأمن الدولي يحث على انتخاب حر ونزيه لرئيس لبنان (رويترز) - مشعل يحذر عباس من تقديم تنازلات لإسرائيل (رويترز) - المالكي يعلن النصر خلال جولة تفقدية نادرة ببغداد (رويترز) - بوش يطالب مشرف بإعادة الديمقراطية في باكستان وقلق دولي من الطوارئ (الجزيرة) - الخرطوم تتهم منظمات أممية بالتواطؤ في اختطاف الأطفال وتشاد تعتبر محاكمة الخاطفين في فرنسا إهانة (الجزيرة) - طهران تنفي اقتراح إحلال قوة إيرانية - سورية بدل الأمريكية في العراق-(سي إن إن) - مصر: خطوة جديدة تمهد الطريق أمام جمال مبارك للحكم-(سي إن إن) - زيارة العاهل الإسباني: ترحيب في سبتة وإستياء في المغرب (بي بي سي) - قبول استقالة وزير النفط الكويتي (بي بي سي) |     |       |      |      |
| 6 نوفمبر 2007 (الثلاثاء) | عدل | تاريخ | راقب | تصفح |

| 6 نوفمبر 2007 (الثلاثاء) | عدل | تاريخ | راقب | تصفح |

| \| 8 نوفمبر 2007 (الخميس) \| عدل \| تاريخ \| راقب \| تصفح \| |     |       |      |      |
| - الإسرائيليون والفلسطينيون يلجأون إلى أمريكا لحل خلافات (رويترز) - المالكي يتوقف عن محاولة اعادة جبهة التوافق للحكومة (رويترز) - العاهل السعودي يدعو إيران إلى تجنب تصعيد المواجهة النووية (رويترز) - بوتو ترفض تعهد مشرف بإجراء الانتخابات في فبراير (بي بي سي) - زعيمة المعارضة في بورما تعلن استعدادها للتعاون مع العسكريين (بي بي سي) - قتيلان وجرحى في مظاهرات موريتانية تندد بالغلاء (الجزيرة) - أفغانستان تشيع برلمانيين قتلوا في هجود بغلان (الجزيرة) - منظمات مدنية أردنية تنسحب من رقابة الانتخابات البرلمانية (الجزيرة) - إشعار أحمر من الإنتربول بحق 5 إيرانيين ولبناني بتفجير الأرجنتين-(سي إن إن) - فضل الله: عناصر الجيش الأمريكي في العراق قد يتحولون إلى رهائن بيد إيران-(سي إن إن) - ميركل تؤكد أن العاهل السعودي يضطلع بدور مهم في المنطقة (العربية) - مؤتمر للمصالحة العراقية في الأردن يبحث مستقبل البلاد بمشاركة أكثر من 20 شخصية عراقية بينهم بعثيون (العربية) - شرطة دبي تؤكد مصرع 7 وإصابة 15 في انهيار جسر (العربية) |     |       |      |      |
| 8 نوفمبر 2007 (الخميس) | عدل | تاريخ | راقب | تصفح |

| 8 نوفمبر 2007 (الخميس) | عدل | تاريخ | راقب | تصفح |

| \| 10 نوفمبر 2007 (السبت) \| عدل \| تاريخ \| راقب \| تصفح \| |     |       |      |      |
| - مبارك والعاهل السعودي يبحثان بالقاهرة المؤتمر الدولي للسلام وذلك بهدف بلورة موقف عربي مشترك قبل اجتماع أنابوليس (العربية) - مجلس النواب اللبناني يحدد 21 نوفمبر موعدا لجلسة انتخاب رئيس الجمهورية الجديد وذلك بهدف منح الفرقاء فرصة لاختيار مرشح توافقي (العربية) - بوتو تواصل ضغوطها وباكستان تعلن رفع الطوارىء خلال شهر (العربية) - وصول 14 معتقلا سعودياً من معتقل غوانتانامو إلى المملكة بينما 23 سعودياً لا يزالون محتجزين (العربية) - عباس يتعهد بمواصلة طريق عرفات لإقامة دولة فلسطينية (رويترز) - جنرال تركي يقول ان الوقت لم يتأخر لشن هجوم على كردستان العراق (رويترز) - ميركل: ألمانيا ستعيد النظر في علاقاتها مع إيران (بي بي سي) - منظمات الإغاثة تحذر من كارثة وشيكة في الصومال (بي بي سي) - الناتو يعلن مقتل ستة جنود أمريكيين وإصابة ثمانية في كمين شرقي أفغانستان-(سي إن إن) - البرلمان التركي يجيز إقامة مفاعلات نووية لتوفير الطاقة-(سي إن إن) - الشرطة الماليزية تفرق أكبر مظاهرة للمعارضة منذ عقد-(سي إن إن) - الكونغرس يبدأ حربه ضد التدخين-(سي إن إن) - بان كي مون يزور القطب الجنوبي لتفقد تأثيرات الإحتباس الحراري-(سي إن إن) - وفاة عميد الأدب الأمريكي نورمان ميلر عن 84 عاما-(سي إن إن) |     |       |      |      |
| 10 نوفمبر 2007 (السبت) | عدل | تاريخ | راقب | تصفح |

| 10 نوفمبر 2007 (السبت) | عدل | تاريخ | راقب | تصفح |

| \| 11 نوفمبر 2007 (الأحد) \| عدل \| تاريخ \| راقب \| تصفح \| |     |       |      |      |
| - عباس يصف أنابوليس بالفرصة التاريخية ويهاجم حماس (الجزيرة) - باراك يهدد مجددا بفرض قيود على كهرباء غزة (الجزيرة) - الجيش التركي يوجه اتهامات لجنوده الثمانية العائدين من الأسر (الجزيرة) - حزب الله يناشد الرئيس اللبناني اتخاذ خطوة انقاذية (رويترز) - مشرف يعتزم اجراء الانتخابات العامة بحلول التاسع من يناير (رويترز) - المالكي يصر على تنفيذ حكم الإعدام على المدانين بقضية الأنفال ومن بينهم علي الكيماوي وسلطان هاشم (العربية) - سهى عرفات تقول بعد أن خرجت عن صمتها في الذكرى الثالثة لرحيله: سر موت أبو عمار دفن معه ولم يترك لي الملايين (العربية) - مقديشو تتحول مدينة أشباح بعد تزايد مقتل المدنيين-(سي إن إن) - كابول: مصرع 6 أشخاص بينهم عنصر بالناتو-(سي إن إن) - لجنة المصالحة السودانية تتوقف عن العمل (بي بي سي) - صفقة بعشرين مليار دولار بين طيران الإمارات وإيرباص (بي بي سي) - الصين توقف صادرات لعبة اطفال تحتوي على مادة سامة (بي بي سي) |     |       |      |      |
| 11 نوفمبر 2007 (الأحد) | عدل | تاريخ | راقب | تصفح |

| 11 نوفمبر 2007 (الأحد) | عدل | تاريخ | راقب | تصفح |

| \| 14 نوفمبر 2007 (الأربعاء) \| عدل \| تاريخ \| راقب \| تصفح \| |     |       |      |      |
| - إيران تسلم الوكالة الذرية وثيقة استخدام اليورانيوم بتصنيع حربي (العربية) - تنكيس الأعلام 3 أيام حزنا على 7 قتلوا برصاص الشرطة التابعة لحماس وحماس تتهم السلطة بإعلان الحداد على قتلى غزة لأهداف سياسية (العربية) - تحذير دولي من إرغام اللاجئات العراقيات على الجنس من أجل العيش ومسؤولة بمفوضية اللاجئين قالت إن الزواج لفترة نهاية الأسبوع منتشر بين اللاجئين في سوريا (العربية) - الأسد يرد سلبا على رسائل إسرائيلية للتفاوض وإعادة الجولان-(سي إن إن) - الجيش الأمريكي: تراجع الهجمات في العراق-(سي إن إن) - بوتين يدعو شعبه لمنحه حقاً أخلاقياً بالسلطة للفترة المقبلة-(سي إن إن) - رايس تتهم إيران بنشر التطرف في الشرق الأوسط (رويترز) - روسيا تنهي وجودها العسكري بجورجيا (الجزيرة) - تحالف راسموسن يفوز بانتخابات الدانمارك (الجزيرة) - أرويو تدعو لضبط النفس عقب تفجير هز البرلمان الفلبيني (الجزيرة) |     |       |      |      |
| 14 نوفمبر 2007 (الأربعاء) | عدل | تاريخ | راقب | تصفح |

| 14 نوفمبر 2007 (الأربعاء) | عدل | تاريخ | راقب | تصفح |

| \| 16 نوفمبر 2007 (الجمعة) \| عدل \| تاريخ \| راقب \| تصفح \| |     |       |      |      |
| - أمريكا تستعد لبيع السعودية وجيرانها أسلحة متطورة (رويترز) - إعصار سدر في بنغلادش يحصد 500 قتيل-(سي إن إن) - تقرير لوكالة الذرة: تعاون إيران النووي يتقدم جوهريا لكنه غير كاف (العربية) - بوتو تستبعد استمرار تعاونها مع مشرف (بي بي سي) - صدامات في مخيم برج البراجنة (بي بي سي) - جنرال تركي بارز: نستعد لعملية عسكرية عبر الحدود (بي بي سي) |     |       |      |      |
| 16 نوفمبر 2007 (الجمعة) | عدل | تاريخ | راقب | تصفح |

| 16 نوفمبر 2007 (الجمعة) | عدل | تاريخ | راقب | تصفح |

| \| 17 نوفمبر 2007 (السبت) \| عدل \| تاريخ \| راقب \| تصفح \| |     |       |      |      |
| - اجتماع قمة اوبك يتجنب الحديث عن إنتاج النفط (رويترز) - أمريكا تقول إن مجلس حقوق الإنسان يركز على إسرائيل أكثر مما يجب (رويترز) - بنغلاديش تخشى مقتل الآلاف بإعصار سيدر (الجزيرة) - مظاهرات للأمريكيين السود في واشنطن احتجاجا على العنصرية (العربية) - البطريرك صفير سلّم أسماء مرشحيه للرئاسة اللبنانية إلى بري والحريري (العربية) - انسحاب الصين يلغي اجتماعا للقوى الكبرى لتشديد عقوبات إيران (العربية) |     |       |      |      |
| 17 نوفمبر 2007 (السبت) | عدل | تاريخ | راقب | تصفح |

| 17 نوفمبر 2007 (السبت) | عدل | تاريخ | راقب | تصفح |

| \| 18 نوفمبر 2007 (الأحد) \| عدل \| تاريخ \| راقب \| تصفح \| |     |       |      |      |
| - أوبك تشدد على ضرورة استقرار أسواق الطاقة لتحقيق الازدهار وذلك في بيان ختامي للقمة التي جمعت الدول الأعضاء في الرياض (العربية) - توافق أردني - سوري حول قضايا إقليمية بعد قمة ثنائية مفاجئة في دمشق (العربية) - لقاء مرتقب بين عباس وأولمرت الاثنين استباقاً لمؤتمر آنابوليس-(سي إن إن) - محكمة بريطانية تقر تسليم أبو حمزة المصري للولايات المتحدة-(سي إن إن) - استعداد إيراني لبحث تخصيب اليورانيوم في بلد محايد (بي بي سي) - مقتل 28 في حريق بمنشأة للغاز في السعودية (بي بي سي) - البشير يعلن موقفا ثابتا من قضية أبيي الغنية بالنفط (بي بي سي) - دبلوماسيون يهرعون للدفع نحو تسوية في لبنان والوقت ينفذ (رويترز) - نيجروبونتي يحث مشرف على إنهاء حالة الطوارئ في باكستان (رويترز) |     |       |      |      |
| 18 نوفمبر 2007 (الأحد) | عدل | تاريخ | راقب | تصفح |

| 18 نوفمبر 2007 (الأحد) | عدل | تاريخ | راقب | تصفح |

| \| 19 نوفمبر 2007 (الإثنين) \| عدل \| تاريخ \| راقب \| تصفح \| |     |       |      |      |
| - إسرائيل تقرر الإفراج عن 450 فلسطينيا وإزالة المستوطنات العشوائية (العربية) - فرنسا تهدد بكشف أطراف تعرقل التوصل إلى رئيس توافقي بلبنان (العربية) - مقتل ثلاثة جنود أمريكيين في بعقوبة (بي بي سي) - اعتقال العشرات من جيش المهدي في الديوانية (بي بي سي) - استبعاد أن يكون هناك تمثيل سعودي رفيع في انابوليس (رويترز) - شافيز في طهران: "امبراطورية الدولار تنهار" (رويترز) |     |       |      |      |
| 19 نوفمبر 2007 (الإثنين) | عدل | تاريخ | راقب | تصفح |

| 19 نوفمبر 2007 (الإثنين) | عدل | تاريخ | راقب | تصفح |

| \| 20 نوفمبر 2007 (الثلاثاء) \| عدل \| تاريخ \| راقب \| تصفح \| |     |       |      |      |
| - تأجيل رابع لجلسة انتخاب خليفة للحود وانتشار أمني ببيروت (الجزيرة) - بان كي مون يدعو لحل عادل لمشكلة اللاجئين الفلسطينيين (الجزيرة) - الأردنيون ينتخبون برلمانا جديدا اليوم (الجزيرة) - الأمن الجزائري يعتقل أحد أبرز قادة قاعدة المغرب الإسلامي (الجزيرة) - 3 آلاف ضحايا إعصار سدر وقد يتجاوزون 10 آلاف قتيل-(سي إن إن) - المحكمة الباكستانية العليا ترفض طعون المعارضة ضد مشرف-(سي إن إن) - استقالة مستشارة بوش لشؤون مكافحة الإرهاب-(سي إن إن) - هيومان رايتس ووتش تدعو العاهل السعودي لإسقاط التهم بحق "فتاة القطيف"-(سي إن إن) - الاتحاد الأوروبي يدعو كوسوفو لعدم التسرع في الاستقلال (بي بي سي) - بلير يعلن إقامة مشروعات اقتصادية في الأراضي الفلسطينية (بي بي سي) - أمريكا واثقة من نجاح اجتماع أنابوليس والتوصل لوثيقة مشتركة (رويترز) - مشرف يزور السعودية وشريف ينفي وجود خطة للقائهما (رويترز) - شريط فيديو يثير مخاوف من وصول القاعدة إلى المالديف (رويترز) |     |       |      |      |
| 20 نوفمبر 2007 (الثلاثاء) | عدل | تاريخ | راقب | تصفح |

| 20 نوفمبر 2007 (الثلاثاء) | عدل | تاريخ | راقب | تصفح |

| \| 21 نوفمبر 2007 (الأربعاء) \| عدل \| تاريخ \| راقب \| تصفح \| |     |       |      |      |
| - أمريكا تدعو سوريا والسعودية لحضور مؤتمر أنابوليس في 27 نوفمبر وذلك بهدف إطلاق مفاوضات تحقق السلام وتؤدي إلى دولة فلسطينية (العربية) - الإسلاميون يخسرون أكثر من نصف مقاعدهم في الانتخابات الأردنية ويتهمون الحكومة بالتزوير والحكومة تنفي (العربية) - باريس تستضيف في ديسمبر مؤتمر مانحين لتمويل قيام دولة فلسطينية (العربية) - مشرف يعد للتخلي عن بزته العسكرية وبوتو ترحب (الجزيرة) - تحركات فرنسية وإسبانية وإيطالية مكثفة في بيروت ومساعد بري يؤكد انتخاب رئيس توافقي الجمعة وإده مرشحا (الجزيرة) - متكي: الجولة المقبلة من المحادثات مع واشنطن حول العراق قريباً-(سي إن إن) - الحكم بالسجن 33 عاما لمتهم في مخطط تفجير فاشل بلندن-(سي إن إن) - بوتين يتهم المعارضة بالعمالة للاجنبي (بي بي سي) - شيراك يواجه تحقيقا بمزاعم تبديد اموال (بي بي سي) |     |       |      |      |
| 21 نوفمبر 2007 (الأربعاء) | عدل | تاريخ | راقب | تصفح |

| 21 نوفمبر 2007 (الأربعاء) | عدل | تاريخ | راقب | تصفح |

| \| 22 نوفمبر 2007 (الخميس) \| عدل \| تاريخ \| راقب \| تصفح \| |     |       |      |      |
| - صولانج الجميّل النائبة بالأكثرية تؤكد إرجاء جلسة مجلس النواب اللبناني لانتخاب الرئيس وتقول إن الموعد الجديد لم يحدد (العربية) - إسقاط الطعن الأخير بإعادة انتخاب مشرف يمهد لتنصيبه رئيساً مدنياً والإفراج عن المعارض عمران خان بعد أسبوع من الاعتقال (العربية) - تعيين نادر الذهبي رئيسا لحكومة أردنية جديدة ببرنامج إصلاحي (العربية) - أمريكا تقدم مقترحات جديدة لروسيا بشأن الدرع الصاروخية (رويترز) - كرزاي يقول أن طالبان تجري اتصالات من اجل السلام (رويترز) - قمة عربية مصغرة بشرم الشيخ تحضيراً لمؤتمر أنابوليس-(سي إن إن) - نجاد رغم الانتقادات الداخلية: لا تراجع عن البرنامج النووي-(سي إن إن) - مسلحو القاعدة يهاجمون أهدافا قرب بغداد (بي بي سي) - هيلاري كلينتون تدين الحكم على ضحية اغتصاب سعودية (بي بي سي) - في بداية اجتماع حكام وكالة الطاقة البرادعي يرفض تأكيد عسكرية أو سلمية نووي إيران (الجزيرة) - مراقب الإخوان المسلمون في الأردن يتهم الحكومة بتزوير الانتخابات (الجزيرة) |     |       |      |      |
| 22 نوفمبر 2007 (الخميس) | عدل | تاريخ | راقب | تصفح |

| 22 نوفمبر 2007 (الخميس) | عدل | تاريخ | راقب | تصفح |

| \| 24 نوفمبر 2007 (السبت) \| عدل \| تاريخ \| راقب \| تصفح \| |     |       |      |      |
| - الجيش الأمريكي يكشف عن خلايا تخريبية بالعراق تدعمها إيران (العربية) - أمريكا شاركت إسرائيل استخباراتيا في الغارة الجوية على سوريا (العربية) - 16 دولة عربية تقرر المشاركة في مؤتمر أنابوليس بينها مصر والسعودية (العربية) - السنيورة يؤكد استمرار حكومته بعد الفراغ الرئاسي في لبنان (العربية) - النتائج الأولية تشير إلى هزيمة حليف واشنطن في انتخابات أستراليا (العربية) - مقتل جندي إيطالي وتسعة مدنيين أفغان بهجوم انتحاري بكابول (الجزيرة) - رئيس الصومال يأمل من رئيس وزرائه الجديد حكومة قوية (الجزيرة) - مقتل 15 شخص في هجومين إنتحاريين في باكستان قبل عودة شريف (رويترز) - المخابرات السعودية تطلب من الأهالي مراقبة استخدام الإنترنت (رويترز) |     |       |      |      |
| 24 نوفمبر 2007 (السبت) | عدل | تاريخ | راقب | تصفح |

| 24 نوفمبر 2007 (السبت) | عدل | تاريخ | راقب | تصفح |

| \| 25 نوفمبر 2007 (الأحد) \| عدل \| تاريخ \| راقب \| تصفح \| |     |       |      |      |
| - نواز شريف بعد عودته من المنفى يعلن إن هدفه تخليص باكستان من الديكتاتورية (بي بي سي) - قائد سابق للجيش الأمريكي في العراق يدعم الانسحاب (بي بي سي) - الحكومة الأردنية الجديدة تؤدي اليمين (بي بي سي) - حزب الله يثير احتمال بقاء منصب الرئيس شاغرا لأمد طويل (رويترز) - سوريا تعلن مشاركتها في مؤتمر أنابوليس (رويترز) - برلمان العراق يناقش مشروع قانون بشأن البعثيين السابقين (رويترز) - عباس يقر بتباعد المواقف مع الإسرائيليين لدى توجهه إلى أنابوليس (العربية) - خطط رفع الدعم الحكومي عن السلع تثير مخاوف 30 مليون مصري (العربية) - ثلث نساء لبنان يتعرضن للعنف والمكافحة تتطلب جهودا كبيرة (العربية) - حملة جديدة يقودها يهود أمريكا وذلك للتشكيك بفيلم مقتل محمد الدرة (العربية) |     |       |      |      |
| 25 نوفمبر 2007 (الأحد) | عدل | تاريخ | راقب | تصفح |

| 25 نوفمبر 2007 (الأحد) | عدل | تاريخ | راقب | تصفح |

| \| 27 نوفمبر 2007 (الثلاثاء) \| عدل \| تاريخ \| راقب \| تصفح \| |     |       |      |      |
| - تفاؤل حذر حول فرص نجاح مؤتمر أنابوليس (بي بي سي) - اتفاق مبادئ للتعاون بين أمريكا والعراق (بي بي سي) - بوتين يتهم واشنطن بمحاولة تشويه انتخابات روسيا البرلمانية وذلك مع تحديد موعد الانتخابات الرئاسية في روسيا (الجزيرة) - السنيورة يتعهد بعدم الاستفزاز وبري ملتزم بالتوافق في الانتخابات الرئاسية وذلك على خلفية خلو منصب الرئيس (الجزيرة) - الأمير سعود الفيصل يستبعد مصافحة إسرائيليين (رويترز) - إيران تقول إنها صنعت صاروخا جديدا طويل المدى (رويترز) - رسالة جديدة من بن لادن قريباً موجهة إلى الشعوب الأوروبية-(سي إن إن) - النواب الصدريون يجهضون مشروع قانون العفو عن بعثيي صدام-(سي إن إن) - شريف يترشح للانتخابات التشريعية بباكستان ويتعهد إزاحة مشرف (العربية) - القبض على مدرسة بريطانية في السودان بتهمة الإساءة للرسول (العربية) |     |       |      |      |
| 27 نوفمبر 2007 (الثلاثاء) | عدل | تاريخ | راقب | تصفح |

| 27 نوفمبر 2007 (الثلاثاء) | عدل | تاريخ | راقب | تصفح |

| \| 28 نوفمبر 2007 (الأربعاء) \| عدل \| تاريخ \| راقب \| تصفح \| |     |       |      |      |
| - ساركوزي يدعو لإجتماع أمني لاحتواء تفجر العنف شمالي باريس-(سي إن إن) - مشرف يتخلى عن قيادة الجيش-(سي إن إن) - السعودية تعلن إحباط مخطط لشن هجمات (بي بي سي) - المحادثات حول كوسوفو تنتهي بالفشل (بي بي سي) - ست قوى كبرى تعقد اجتماعا في باريس يوم السبت بشأن إيران (رويترز) - سيرج براميرتز: قتلة الحريري ما زالوا أقوياء (رويترز) - ترجيح اختيار قائد الجيش ميشال سليمان رئيساً توافقياً للبنان بعد تعديل الدستور وتوقعات بانتخابه خلال أيام قليلة (العربية) - لندن تستدعي سفير السودان بعد إتهام معلمة إنكليزية بإهانة الإسلام بعدما سمحت لطفل بإطلاق اسم محمد على لعبة بشكل دب (العربية) - ياسر القحطاني أفضل لاعب كرة قدم في آسيا لعام 2007 متقدماً على العراقيين يونس محمود ونشأت أكرم (العربية) |     |       |      |      |
| 28 نوفمبر 2007 (الأربعاء) | عدل | تاريخ | راقب | تصفح |

| 28 نوفمبر 2007 (الأربعاء) | عدل | تاريخ | راقب | تصفح |

| \| 29 نوفمبر 2007 (الخميس) \| عدل \| تاريخ \| راقب \| تصفح \| |     |       |      |      |
| - أسامة بن لادن يدعو الأوربيين لترك أفغانستان وواشنطن ترفض (الجزيرة) - بري يرجئ سادس جلسة لانتخاب رئيس لبناني إلى 7 ديسمبر المقبل وذلك إثر تنازل عون عن ترشحه لصالح قائد الجيش بعد تعديل الدستور (العربية) - برويز مشرف يعلن رفع الطوارئ في باكستان في 16 ديسمبر المقبل وإعتبر تنصيبه رئيسا مدنيا مرحلة حاسمة للإنتقال نحو الديمقراطية (العربية) - واشنطن تعلن أن حرس الثورة الإسلامية الإيرانية إستلم أنشطة البحرية الإيرانية بالخليج-(سي إن إن) - رايس تعين قائداً سابقاً بالناتو مبعوثاً أمنياً للشرق الأوسط-(سي إن إن) - بوش يدعو الفلسطينيين للاختيار بين إرهاب حماس ودولة عباس-(سي إن إن) - البرلمان العراقي يفشل في التصويت على أثنين رشحهما المالكي لمناصب شاغرة (رويترز) - رئيس الوزراء الصومالي الجديد أوشك على تشكيل حكومته (رويترز) - السجن 15 يوما للمدرسة البريطانية والترحيل من السودان (بي بي سي) - حظر تجوال ليلي في الفلبين بعد استسلام المتمردين (بي بي سي) |     |       |      |      |
| 29 نوفمبر 2007 (الخميس) | عدل | تاريخ | راقب | تصفح |

| 29 نوفمبر 2007 (الخميس) | عدل | تاريخ | راقب | تصفح |

| \| 30 نوفمبر 2007 (الجمعة) \| عدل \| تاريخ \| راقب \| تصفح \| |     |       |      |      |
| - سحب القوات الأسترالية المقاتلة من العراق (بي بي سي) - سقوط طائرة تركية ومقتل جميع ركابها (بي بي سي) - إيران تحضر للمرة الأولى قمة دول مجلس التعاون الخليجي (الجزيرة) - عام يمر على اعتصام المعارضة ببيروت ومستعدون للبقاء 10 سنوات وأكثر من 200 مطعم ومتجر أغلقت أبوابها بسببه (العربية) - جبهة التحرير تفوز لكنها تفقد الأغلبية المطلقة بثلث بلديات الجزائر و44% شاركوا في الانتخابات البلدية و43% بالمجالس الشعبية الولائية (العربية) - احتجاز ابن زعيم عراقي سني ضمن 36 شخصا في مداهمات (رويترز) - اتهامات جنائية بانتظار عناصر بلاك ووتر في العراق-(سي إن إن) - احتجاجات ضد غيبونز بالخرطوم رغم الحكم بسجنها-(سي إن إن) - YouTube يطرد أشهر مدون عربي مصري ويلغي حسابه-(سي إن إن) - برميل النفط عند 94.40 دولارا وأوبك مستعدة لرفع سقف الإنتاج-(سي إن إن) |     |       |      |      |
| 30 نوفمبر 2007 (الجمعة) | عدل | تاريخ | راقب | تصفح |

| 30 نوفمبر 2007 (الجمعة) | عدل | تاريخ | راقب | تصفح |